# Коли ди Енеа (Рим)
Коли ди Енеа је насеље у Италији у округу Рим, региону Лацио.
Према процени из 2011. у насељу је живело 1952 становника. Насеље се налази на надморској висини од 80 м.